# Sigillo d'autore
Sigillo d'autore è una compilation del cantante italiano Franco Battiato, composta da 36 brani divisi in tre CD, pubblicata dalla Sony nel giugno 2010.
Le tracce del primo disco sono registrazioni dal vivo tratte da Last Summer Dance del 2003. Quelle del secondo CD provengono dai tre album in studio di Battiato pubblicati da Sony nei primi anni 2000, ovvero Ferro battuto, Fleurs 3 e Dieci stratagemmi. L'ultimo disco contiene brani degli anni '70 tratti dai primi quattro album del cantante. I diritti di questi ultimi sono stati acquisiti da Sony dopo la fusione con BMG nel 2004, la quale a sua volta aveva ereditato il catalogo Ricordi.
La raccolta è stata ristampata con titoli diversi come Tutto in 3 CD e Grandi successi, ma mantenendone invariato il contenuto.

## Tracce

### CD 1
1. L'incantesimo – 3:32 (Battiato)
2. E ti vengo a cercare – 3:46 (Battiato)
3. Mesopotamia – 4:20 (Battiato-Pio)
4. La cura – 4:11 (Sgalambro-Battiato)
5. Magic Shop – 2:38 (Battiato-Pio)
6. La stagione dell'amore – 2:50 (Battiato)
7. Povera patria – 3:46 (Battiato-Pio)
8. Medley Last Summer Dance – 8:23 (Battiato-Pio)
9. L'animale – 2:54 (Battiato)
10. L'era del cinghiale bianco – 3:02 (Battiato-Pio)
11. Cuccurucucù – 4:10 (Battiato-Pio)
12. Centro di gravità permanente – 4:18 (Battiato-Pio)

Durata totale: 47:50

### CD 2
1. Sarcofagia – 3:44 (Sgalambro-Battiato)
2. Le aquile non volano a stormi – 3:28 (Sgalambro-Yajima-Battiato)
3. Tra sesso e castità – 3:26 (Sgalambro-Battiato)
4. Scherzo in minore – 3:23 (Sgalambro-Reinhardt-Grappelli-Battiato)
5. Odore di polvere da sparo – 3:30 (Sgalambro-Arcieri-Battiato)
6. La quiete dopo un addio – 3:56 (Sgamabro-Battiato)
7. Fortezza Bastiani – 3:22 (Sgalambro-Battiato)
8. La porta dello spavento supremo – 3:47 (Sgalambro-Battiato-Wieck)
9. Il cammino interminabile – 3:45 (Sgalambro-Battiato)
10. Come un sigillo – 3:05 (Sgalambro-Battiato)
11. Perduto amore – 3:17 (Adamo-De Lorenzo)
12. Impressioni di settembre – 3:43 (Mogol-Mussida-Pagani)

Durata totale: 42:26

### CD 3
1. Fetus – 2:38 (Albergoni-Battiato-Massara)
2. Una cellula – 2:55 (Albergoni-Battiato-Massara)
3. Energia – 4:29 (Albergoni-Battiato-Massara)
4. Mutazione – 3:00 (Albergoni-Battiato-Massara)
5. Areknames (da Feed Back) – 4:32 (Albergoni-Battiato)
6. Da oriente a occidente – 6:35 (Battiato)
7. Rien ne va plus – 2:43 (Battiato)
8. Plancton – 5:03 (Albergoni-Battiato)
9. Pollution (da Feed Back) – 8:45 (Albergoni-Battiato)
10. No U Turn – 4:50 (Battiato)
11. Aria di rivoluzione – 5:03 (Battiato)
12. Beta (da Feed Back) – 5:02 (Albergoni-Battiato)

Durata totale: 55:35